# Pablo Federico Jávega
Pablo Federico Jávega (fl. 1976-1978), militar argentino, miembro de la Fuerza Aérea, que alcanzó la jerarquía de comodoro.
Fue ministro de Gobierno, Justicia y Educación de la Provincia de Entre Ríos a fines de la década de 1970. Después, fue designado gobernador interino de la provincia, tras la renuncia del comodoro Di Bello, el 22 de agosto de 1978. Posteriormente, el 31 de octubre, Videla designó al general de brigada Carlos E. Aguirre gobernador de la Provincia, sustituyendo a Jávega.